# Lleonard III Tocco
Lleonard III Tocco   (segle XV - Roma, 1499) fou fill de Carles II Tocco. Va ser l'últim governant del Despotat d'Epir, governant des de la mort del seu pare Carles II Tocco  el 1448 fins a la caiguda del despotat a mans de l'Imperi Otomà el 1479. Lleonard va ser un dels últims governants llatins independents a Grècia i l'últim a mantenir territoris a la Grècia continental. Després de la caiguda del seu regne, Lleonard va fugir a Itàlia i es va convertir en terratinent i diplomàtic. Va continuar reclamant els seus títols a l'exili fins a la seva mort.

## Biografia
Lleonard encara era menor d'edat quan el seu pare va morir el 30 de setembre de 1448. Sense un líder fort, els quatre governadors que Carles II havia nomenat per formar el consell de regència del seu fill (Jacobus Rosso, Andreas de Guido de Strione, Gaeatius de Santa Columba i Marinus Miliares) van buscar ajuda a través del mar Adriàtic per defensar les terres de Tocco dels otomans. Alguns van buscar ajuda en la República de Venècia, i un governador fins i tot va oferir vendre la seva illa als venecians, mentre que d'altres van buscar Alfons V de Nàpols a causa de les antigues connexions entre els Tocchi i la corona napolitana. Tot i que Venècia va iniciar negociacions per enviar ajuda, els otomans van atacar abans que es pogués concloure un acord. La capital del despotat, Arta, va caure en mans dels otomans el 24 de març de 1449, i després totes les possessions continentals de Lleonard, excepte els tres assentaments de Vonitza, Varnazza i Angelokastro, van ser annexionades. Aquestes terres serien anomenades a partir de llavors Karli-Ili (el país de Carlo) pels otomans, en referència a l'avantpassat de Lleonard, Carlo I Tocco.
Tot i que la caiguda del continent va deixar clara l'amenaça d'una major conquesta otomana, ni Venècia ni Nàpols van oferir gaire ajuda. Sembla que Alfons considerava Lleonard com el seu vassall i Venècia es va mostrar reticent a ajudar quan va quedar clar que Lleonard i els seus regents no estaven disposats a intercanviar l'ajuda de Venècia per cedir-los Zacint o altres parts del domini de Lleonard, ni tampoc a canvi que Venècia pogués governar les illes durant la seva minoria d'edat. No obstant això, Lleonard finalment va aconseguir obtenir la protecció de Venècia i, en fer-ho, es va convertir en ciutadà honorari de la república. En èpoques en què el regne de Lleonard estava realment amenaçat, Venècia va invertir recursos per garantir la seva seguretat, com el 1463, quan nombrosos incidents amb vaixells otomans prop de les illes de Lleonard van fer que Venècia enviés vaixells per observar la situació, demostrar el seu poder i protegir la població local. Tanmateix, la protecció veneciana sovint només era nominal, i moltes de les peticions d'ajuda de Lleonard van ser rebutjades.
Va succeir al seu pare el 1448 a Cefalònia, Zacint i com a dèspota de Romania (Acarnània), duc de Lèucada i senyor de Angelocastron, Vonitza i Varnatza, sota regència de la seva mare Raimondina Ventimiglia. Va perdre Arta el 1449, i Varnatza i Angelocastron el 1460. El 1479 va perdre Vonitza i va haver de fugir del país, refugiant-se a Nàpols.
Es va casar dues vegades, la primera el 1463 a Ragusa amb Militza Brankovich, filla de Llàtzer III Dèspota de Ràscia i nominal emperador de Sèrbia; la segona amb Francesca Marzano d'Aragona que el 1479 va restar a Cefalònia i Zante, com a regent, fins que Cefalònia fou ocupada pels otomans el 1480. El 1482 les illes foren tornades a la família Tocco com a feu veneciá, però el 1485, per un tractat, van esdevenir feu otomà. Des 1482 al 1500 fou nominal comte de Cefalònia i Zante però l'administració va estar en mans de la seva muller Francesca Marzano d'Aragona. El 1500 l'illa fou ocupada per Venècia que va posar fi al feu.
Del primer matrimoni va néixer un fill, Carles III Tocco (mort el 1518) que fou dèspota d'Arta i pare de Lleonard IV Tocco (mort després del 1570), dèspota titular d'Arta.
Lleonard va servir a Ferran com a diplomàtic a Espanya. Es registra que els espanyols van tractar Lleonard amb honors reials, fent ressò de l'avaluació de Zurita que el considerava mereixedor de l'estatus reial. Lleonard també va treballar per augmentar encara més la seva riquesa i poder al sud d'Itàlia, però va resultar ser una empresa en gran part infructuosa. El 1480, va comprar la ciutat de Sinopoli per 20.000 ducats, però no va poder governar-la. El 1496, es documenta que molts dels feus que Lleonard havia acumulat estaven governats per altres persones, cosa que significa que els havia perdut d'alguna manera. El 1495, Carles VIII de França, que havia envaït i pres el control de Nàpols, va concedir a Lleonard la ciutat apúlia de Monopoli. Lleonard finalment va tornar a Roma, on va morir durant el pontificat del papa Alexandre VI ( r. 1492–1503 ), quan la seva casa es va esfondrar a sobre seu.